# ولورین ایر
ولورین ایر (به انگلیسی: Wolverine Air) یک شرکت هواپیمایی است که در تاریخ ۱۹۷۲ میلادی تأسیس شده است.
دفتر مرکزی ولورین ایر در نواحی شمال غرب، کانادا واقع شده‌است و قطب این شرکت هواپیمایی در فرودگاه جزیره فورت سیمپسون قرار دارد.